# Ximengita
La ximengita és un mineral de la classe dels fosfats. Rep el seu nom del lloc on va ser descoberta, al districte miner Ximeng tin, a Yunnan (Xina). Va ser aprobada per l'Associació Mineralògica Internacional l'any 1985. Abans de ser aprovada era coneguda amb el codi IMA1985-004.

## Característiques
La ximengita és un fosfat de bismut amb fórmula Bi(PO₄). Cristal·litza en el sistema trigonal i la seva duresa a l'escala de Mohs és de 4,5.
Segons la classificació de Nickel-Strunz, la ximengita pertany a «08.A - Fosfats, etc. sense anions addicionals, sense H₂O, només amb cations de mida gran» juntament amb els següents minerals: nahpoita, monetita, weilita, Švenekita, archerita, bifosfammita, fosfammita, buchwaldita, schultenita, chernovita-(Y), dreyerita, wakefieldita-(Ce), wakefieldita-(Y), xenotima-(Y), pretulita, xenotima-(Yb), wakefieldita-(La), wakefieldita-(Nd), pucherita, gasparita-(Ce), monacita-(Ce), monacita-(La), monacita-(Nd), rooseveltita, cheralita, monacita-(Sm), tetrarooseveltita, chursinita i clinobisvanita.

## Formació i jaciments
Es troba com a producte d'alteració de la bismutinita en dipòsits d'estany. Sol trobar-se associada a altres minerals com: bismutinita, waylandita, monacita, cassiterita i turmalina.